# Hotelul Transilvania din Oradea
Hotelul Transilvania, ridicat după proiectul arhitectului Guttman Jozsef (datat 1903-1904), are pe lângă meritul său intrinsec și pe acela de a conferi Pieței Regele Ferdinand din Oradea un caracter unitar, dar în același timp foarte bine individualizat. 
Decorația, de mare spectaculozitate, este un altorelief amplasat între parter și etajul întâi, mărginit de două balcoane având balustrada din fier forjat. Finețea decorului și multitudinea elementelor conținute de această friză creează senzația că întreaga fațadă a fost gândită pentru a susține volumetric și formal fațada.
Între cele două etaje decorația este de asemenea foarte rafinată, sgrafitto-ul reprezentând o succesiune de panglici, flori și îngerași. Cornișa este ornată cu basoreliefuri având deasupra mansarda cu ferestrele grupate două câte două, terminate în arce de cerc.